# Blauwoogmaki
De blauwoogmaki (Eulemur flavifrons) is een zoogdier uit de familie van de maki's (Lemuridae). De wetenschappelijke naam van de soort werd voor het eerst geldig gepubliceerd door John Edward Gray in 1867. De soort werd tot 2008 als ondersoort van de moormaki (Eulemur macaco) gerekend.

## Beschrijving
Bij de blauwoogmaki is er een duidelijk verschil tussen het mannetje en het vrouwtje (seksueel dimorfisme). Het mannetje heeft een overwegend zwarte vacht, met een donkerbruine glans. In tegenstelling tot de zwarte maki heeft de blauwoogmaki een kortharige vacht die zachter aanvoelt en ontbreken de oorpluimen. De vrouwtjes zijn van boven roodbruin tot rood-grijs gekleurd en aan de onderkant grijswit. De handen en de voeten zijn donkergrijs. Boven op de kop is de vacht rood; het gezicht en de snuit zijn grijs of bruin. In tegenstelling tot de zwarte maki, is het vrouwtje van de blauwoogmaki lichter van kleur en mist ook de witte oorpluimen. Het meest opvallend zijn de blauwgrijze ogen; zij zijn samen met de mens (Homo sapiens) de enige primaat met deze oogkleur.
Een volwassen blauwoogmaki heeft een kop-romplengte van 39 tot 45 centimeter, een staartlengte van 51 tot 65 centimeter en een lichaamsgewicht van gemiddeld 1,8 kilogram.

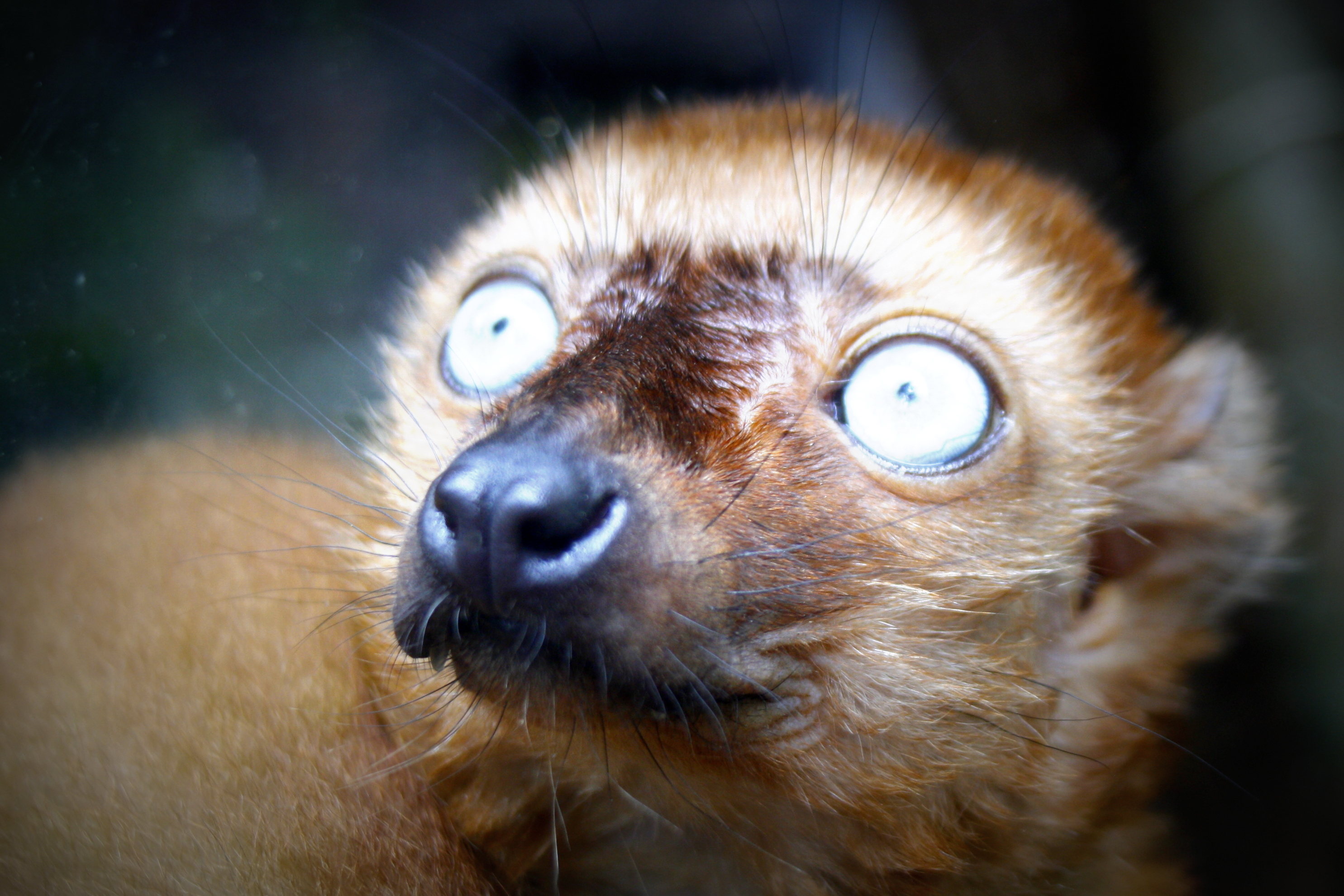
Vrouwtje
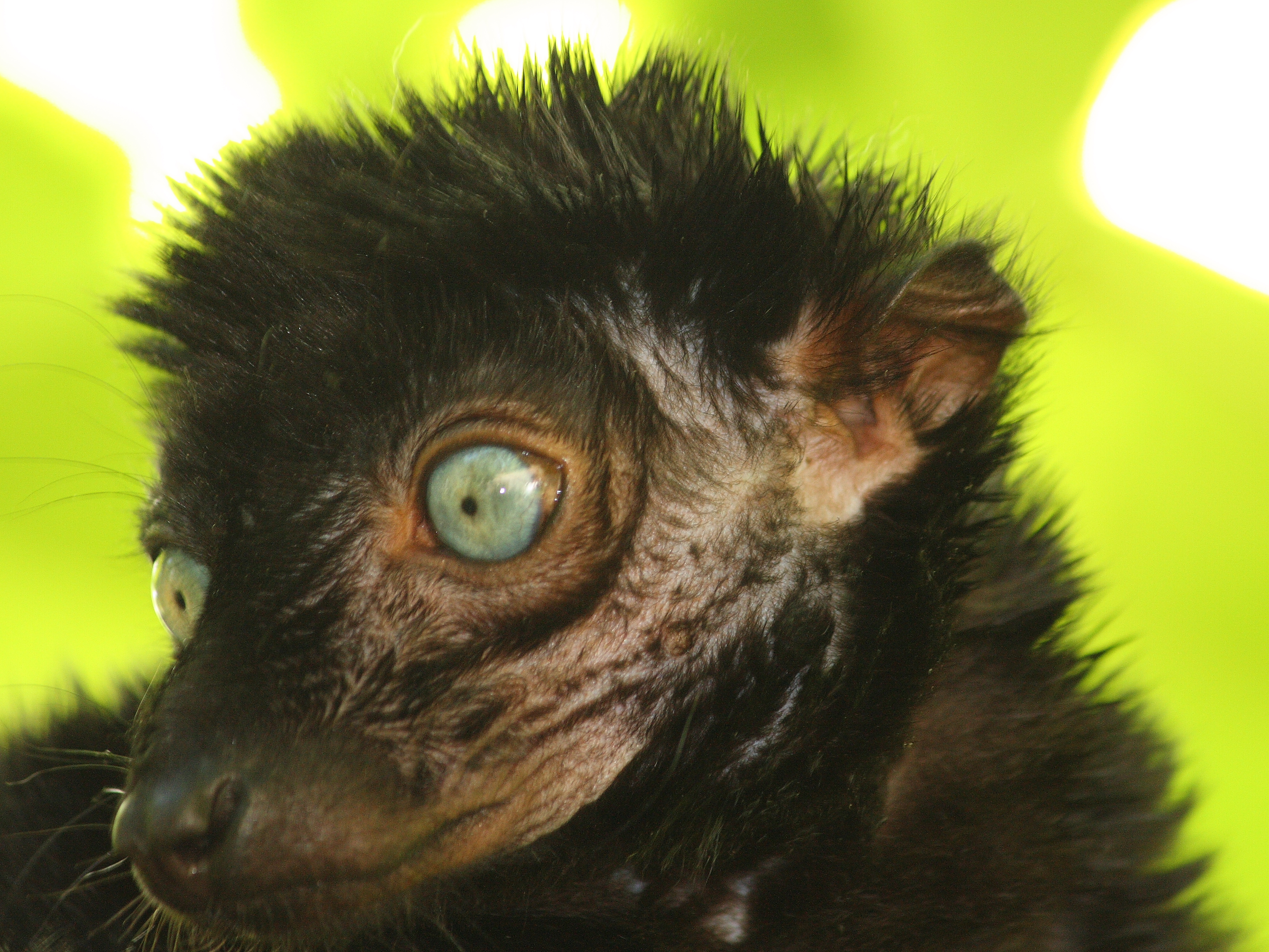
Mannetje

## Verspreiding en leefgebied
De blauwoogmaki komt voor in een klein gebied in het noordwesten van het eiland en op het schiereiland Sahamalaza. Dit gebied vormt een overgangszone tussen regio's met een droog en een vrij vochtig klimaat. De blauwoogmaki leeft in drogere bossen en kan zich handhaven in secundair bos.
De blauwoogmaki is vooral in de morgen en de avondschemering actief. Hij zoekt zijn voedsel in boomkruinen. Uit een jaar durend onderzoek bleek dat deze maki 72 verschillende plantensoorten at, 52% vruchten en 48% bladeren. Ook bloemen, insecten en paddenstoelen (schimmels) werden gegeten.
De blauwoogmaki leeft in familiegroepjes van 4 tot 11 individuen. Volgens schattingen leven er maximaal 24 dieren per km² in gunstige gebieden 97 per km².

## Bedreigingen
De blauwoogmaki is ernstig bedreigd door de vernietiging van zijn leefgebied als gevolg van ontbossing veroorzaakt door brandlandbouw en bosbranden. Ook wordt er op gejaagd voor het vlees en wordt het dier verhandeld als huisdier. De achteruitgang wordt geschat op meer dan 80% in een periode van 24 jaar (6,5% per jaar). Daarom is de beschermingsstatus van de blauwoogmaki als kritiek opgenomen op de Rode Lijst van de IUCN. De blauwoogmaki behoort tot de 25 meest bedreigde primaten.